# Nito
Nito ist eine Ruinenstätte der Maya im Mündungsbereich des Río Dulce an Golf von Honduras in Guatemala. 

## Geschichte
Bereits in der Epoche der Späten Klassik wurde etwas westlich des heutigen Livingston das Handelszentrum Nito errichtet. Über die Flüsse bis weit ins Binnenland und entlang der Karibikküste um Yucatán herum bestand ein reges Handelsnetz der Maya. Das nächstgelegene Handelszentrum war Naco. Zur Zeit der Konquista dominierten die Acalán Maya, eine Untergruppe der Chontal Maya bzw. der Putún Maya, den Handel in dieser Region. Der Bruder des Fürsten Paxbolonacha aus Itzamkanac beherrschte deren Niederlassung in Nito.
Als Hernán Cortés 1524 die nahe gelegene Stadt La Natividad gründete, besiedelte er den Ort mit 20 Spaniern, die sich zuvor in Nito und Naco aufgehalten hatten. Heute befindet sich im Einzugsgebiet Nitos der Ort San Gil de Buena Vista.